# هاجر الخالدي
هاجر الخالدي (ولدت في 17 مارس 1995) هي عداءة بحرينية. تنافست في سباق 100 متر للسيدات في دورة الألعاب الأولمبية الصيفية 2016 في ريو دي جانيرو بالبرازيل.

## روابط خارجية
- هاجر الخالدي على موقع الاتحاد الدولي لألعاب القوى (الإنجليزية)
- هاجر الخالدي على موقع اللجنة الأولمبية الدولية (الإنجليزية)
- هاجر الخالدي على موقع أوليمبيديا (الإنجليزية)